# ديلوس
جزيرة ديلوس (باليونانية: Δήλος؛ باللهجة الأتيكي: Δῆλος، باللهجة الدورية:Δᾶλος)‏، تقع قرب ميكونوس وسط أرخبيل كيكلاديس، هي من أهم المواقع الأسطورية والتاريخية والأثرية في اليونان. تعد الحفريات في الجزيرة من بين أوسع عمليات التنقيب عن الآثار في البحر الأبيض المتوسط؛ يجري العمل حاليا تحت إشراف المدرسة الفرنسية في أثينا وتعرض العديد من القطع الأثرية التي عثر عليها في متحف ديلوس الأثري والمتحف الأثري الوطني في أثينا.
كانت ديلوس موقعا مقدسا لألف عام من الزمن قبل أن تصبح مسقط رأس أبولو وأرتميس في الأساطير اليونانية الأولمبية. ويظهر الأفق، التلال المخروطية الثلاثة في الجزيرة تحدد مواقع مقدسة للآلهة في مواقع أخرى: ويدعى أحدها جبل كينثوس (وهو اسمه من الفترة قبل اليونانية)، وكان مأوى الإله زيوس.
كانت جزيرة ديلوس مركزا ثقافيا، فاكتسبت أهمية رغم قلة مواردها الطبيعية.